# Esther Saavedra
Esther Saavedra Vela (Moyobamba, 10 de agosto de 1966) es una asistenta social y política peruana. Fue Congresista de la República durante los periodos 2011-2016 y 2016-2019.

## Biografía
Nació en Moyobamba, el 10 de agosto de 1966.
Realizó sus estudios primarios en el I.E. 16475 y I.E. 00497. Los secundarios en el CEBA- Serafín Filomeno de su ciudad natal.
Estudió la carrera de Asistencia Social en la Universidad Nacional de Trujillo en la facultad de Humanidades. Se desempeñó como auxiliar en el CEI Mis Primeras Huellitas en Moyobamba en 2002.
En el Congreso de la República, fue asistente de despacho congresal desde 2006 hasta 2011.

## Vida política
Fue militante del Partido Nacionalista Peruano del 2006 al 2015.
Su carrera política se inicia en las elecciones regionales y municipales del 2006, donde Saavedra fue candidata como Regidora de Moyobamba por el Partido Nacionalista Peruano, sin embargo, no resultó elegida. 

### Congresista (2011-2016)
En las elecciones generales del 2011, Saavedra fue elegida Congresista de la República en representación de San Martín por la alianza Gana Perú, con 7,961 votos, para el periodo parlamentario 2011-2016.
Durante su labor parlamentaria, fue titular de las Comisiones de Salud, Mujer, Inclusión Social y Justicia.
En 2015, Saavedra renunció a la bancada de Gana Perú junto a otros miembros y crearon la bancada Dignidad y Democracia.

### Congresista (2016-2019)
Para las elecciones generales del 2016, Saavedra postuló a la reelección por el partido Fuerza Popular liderado por Keiko Fujimori, esto generó polémica luego de que Saavedra perteneció al Partido Nacionalista Peruano que era opositor al Fujimorismo.
Luego de los resultados electorales, Saavedra fue reelegida Congresista en representación de San Martín, con 7,780 votos, para el periodo parlamentario 2016-2021.
Durante su labor legislativa, fue titular de la Comisión Ordinaria de la Mujer (2016-2017), secretaria de la Comisión de Salud (2017-2018), Vicepresidenta de la Comisión de Inclusión Social (2018-2019) y secretaria de la Comisión de Salud durante el 2019.
El 30 de septiembre del 2019, su cargo parlamentario llegó a su fin tras la disolución del Congreso decretado por el expresidente Martín Vizcarra. Durante el debate parlamentario, la congresista tuvo una intervención en la que destacó por las destempladas agresiones a otros congresistas y sus declaraciones.

¿Quieres pelear? Si quieres pelear, peleamos afuera. No te tengo miedo a nadie porque yo estoy aquí por mi plata.
Esther Saavedra
Congresita de la República
Debate del 30 de septiembre del 2019

Tras sus bochornosas declaraciones, Saavedra fue blanco de polémicas y críticas ya que daba a entender de que solo estaba en el Congreso por su sueldo.